# Germain Hughes
Germain Hughes, né le 15 novembre 1996 à Blowing Point, est un footballeur international anguillan jouant au poste de défenseur central.

## Biographie

### En sélection
Il joue son premier match en équipe d'Anguilla le 10 octobre 2012, contre Saint-Christophe-et-Niévès. Ce match perdu sur le score de 2-0 rentre dans le cadre des éliminatoires de la Gold Cup 2013.

## Palmarès
- Champion de la Barbade en 2016 avec l'UWI Blackbirds FC